# John Terry (labdarúgó)
John George Terry (Barking, London, 1980. december 7.) angol labdarúgó, hátvéd, korábbi válogatott csapatkapitány. A Chelsea csapatában a mezszáma a 26-os volt, míg a válogatottban a hatos számot viselte. Ő a Chelsea történetének legsikeresebb csapatkapitánya. Háromszor nyert angol bajnokságot és angol ligakupát, háromszor angol kupát, valamint egyszer angol szuperkupát.
Terry-t megszavazták a 2004–2005-ös UEFA-bajnokok ligája legjobb védőjének, szintén 2005-ben megnyerte Az év angol labdarúgója szavazást, és benne volt a FIFPro World XI csapatában 2005-ben, 2006-ban és 2007-ben is. Ezenkívül egyedüli angolként benne volt a 2006-os világbajnokság all-star csapatában is.
2007-ben ő lett az első csapatkapitány, aki felemelhette az FA-kupát az új Wembley stadionban, miután a Chelsea 1–0-ra győzte le a döntőben a Manchester United-et, és szintén az első játékos, aki az első válogatott gólt szerezte itt, miután a Brazília elleni 1–1-es mérkőzésen gólt fejelt.
Több éve dolgozom az angol futballban, elég jól megismertem a játékosokat. Terry mentálisan kiemelkedik közülük.

## Pályafutása
Pályafutását a Senrab FC kelet-londoni amatőrcsapatban kezdte, mint Bobby Zamora, Paul Konchesky, Ledley King és Jlloyd Samuel.

### Chelsea
John Terry mára már a Chelsea meghatározó egyénisége lett. Jól ismert akaraterejéről, küzdő jelleméről, fejeléseiről, a pályán (és a levegőben) végzett teljesítményéről.
14 éves korában került a Chelsea utánpótláscsapatához. 16 évesen már pénzt keresett; heti 46 fontot kapott, majd egy évvel később már 250 körül. 1998 márciusában kapta meg profi szerződését a Chelsea-nél. 1998. október 28-án, 17 évesen debütált a csapatban az angol ligakupa (akkor Worthington kupa) harmadik körében az Aston Villa ellen, Dan Petrescu cseréjeként beállva a 86. percben. A mérkőzést 4–1-re nyerték meg. Először egy FA-kupa mérkőzésen volt kezdő az Oldham Athletic ellen. A Chelsea nyert 2-0-ra.
2000-ben kölcsönadták a Nottingham Forest-nek, itt 2 hónapot töltött, 6 meccsen lépett pályára. A 2000-01-es szezonra tért vissza a Chelsea-hez. Ebben a szezonban szilárdította meg helyét a kezdőcsapatban; 23-szor volt kezdő, és megválasztották a legjobb fiatal profi játékosnak.
A 2001-02-es szezonban, 2001. december 5-én, a Charlton Athletic ellen kapta meg először a csapatkapitányi karszalagot Marcel Desailly sérülése miatt. A következő szezonban már állandó csapatkapitány-helyettes lett, és tökéletes védőpárost alkottak csapattársával, William Gallas-szal. Századik mérkőzését 2002. december 26-án játszotta a Southampton ellen.
Felfelé törekvő pályafutását csak egy kocsmai verekedés és az azt követő tárgyalás törte meg 2002-ben, de Terry gyorsan visszatalált a pályára, és remek teljesítményével újra a kezdőcsapatba harcolta magát.

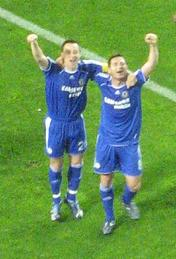
Terry és Frank Lampard ünnepel

2005-ben elnyerte a PFA Év játékosa címét. A 2004–2005-ös szezonban kapta meg véglegesen a csapatkapitányi rangot. Ugyanebben a játékévben megválasztották a Bajnokok Ligájának legjobb hátvédjének. A Chelsea edzője, José Mourinho úgy jellemezte őt, hogy a világ legjobb belső védője. Ráadásul a Barcelonának is rúgott egy gólt a BL-ben. 2005. január 15-én játszotta 200. mérkőzését a Chelsea színeiben.
2006. október 14-én a Reading elleni bajnokin a Chelsea kapusok, Petr Čech és Carlo Cudicini sérülései után ő állt be a kapuba a 40-es számú mezben. A mez egyébként Henrique Hilário harmadik számú kapusé, aki épp nem tartózkodott a mérkőzésen. A végeredmény 1-0-s Chelsea győzelem lett.

2006. november 5-én a Tottenham Hotspur ellen -Chelsea-s karrierje alatt először- piros lapot kapott. Terry kiállítása csak az egyik gond volt a Chelsea számára, a csapat ugyanis -1987 óta először- kikapott a White Hart Lane-en.
2007. február 25-én a cardiffi angol ligakupa-döntőn, egy szögletrúgást követően az Arsenal játékosa Abou Diaby véletlenül fejbetalálta. Terry-t azonnal kórházba szállították, miután a játék hat percig állt, és a játékosok azt figyelték mi fog történni az eszméletlen játékossal. Egy óra után kiengedték a kórházból, hogy együtt ünnepelhesse társaival az elhódított kupát. Ugyanez a mérkőzés volt a 300. találkozója a csapatban. 2007 májusában csapatával FA-kupát nyert az új Wembley-ben a Manchester United ellen.
2007. szeptember 29-én arccsonttörést szenvedett a Fulham ellen, a rá következő mérkőzéseket speciális maszkkal az arcán játszotta.
A Bajnokok Ligája döntőjében 2008. május 21-én a moszkvai Luzsnyiki Stadionban büntetőt hibázott a büntetőpárbajban, miután 1–1-es döntetlent játszott egymással a Chelsea és a Manchester United a rendes játékidőben, és a 30 perces hosszabbításban sem született gól. Terry tizenegyesével nyerhetett volna történetében először BL trófeát a csapat, de a játékos megcsúszott a vizes pályán, és a labda a kapufát találta el. A Chelsea 6–5-re vesztette el a tizenegyespárbajt, és ezzel együtt a serleget is.
A 2008-09-es évben több gólt is lőtt a Bajnokok Ligájában győztes gólt fejelt az AS Roma ellen majd a második meccsen is lőtt egy gólt ám ezúttal vesztett a csapat. 2012-ben kiállították a Barcelona elleni Bajnokok Ligája visszavágón, de csapata ennek ellenére is továbbjutott. Terry így nem játszhatott a döntőben, a Bayern München ellen. Helyette Gary Cahill, és David Luiz játszottak középen. A döntőt Terry nélkül is megnyerte a csapat a büntetőpárbajjal. A 2012-13-as szezonban Terry nem sok lehetőséghez jutott, már úgy festett kikerül a csapatból, de ekkor José Mourinho vezetőedző visszatérésével újra alapember lett,s ismét kirobbanó formában játszik. Azóta a 2013-14-es szezon felénél eddig minden mérkőzésen pályára lépett a Premier League-ben, szintúgy majd minden mérkőzésen pályára lépett. 20 bajnoki PL alatt eddig 2 góllal vette ki a részét, s a Chelsea a 3. helyen áll 2 ponttal lemaradva az első Manchester Citytől, 1 pontra a 2. Arsenaltól. A bajnokságban végül 3. helyen zártak, Terry a szezon végén bekerült az év csapatába. 2017 áprilisában hivatalos lett, hogy Terry a 2016-2017-es szezon végén elhagyja a Chelsea-t.

### Aston Villa
2017. július 3-án egyéves szerződést írt alá a másodosztályú Aston Villa csapatához. A szezonban a gárda csapatkapitánya lett. 2017. augusztus 5-én debütált, amikor a Hull City ellen 1–1-es döntetlent játszottak a bajnokságban. 2017. október 21-én szerezte egyetlen gólját az Villa színeiben a Fulham elleni 2–1-es győzelemmel záródó bajnokin.
2018. május 30-án elhagyta az egyesületet, miután a klubnak nem sikerült feljutnia a Premier League-be, mivel 1–0-ra kikapott a Fulham ellen a másodosztály (Championship) rájátszásának döntőjében.
2018 szeptemberében átesett egy orvosi vizsgálaton az orosz Szpartak Moszkvánál, de családi okokra hivatkozva visszautasította szerződési ajánlatot. 2018. október 7-én bejelentette visszavonulását.

### Az angol válogatottban
Terry az angol válogatott tagja 2003. június óta. A válogatottban egy Szerbia és Montenegró elleni barátságos mérkőzésen mutatkozott be. Az első tétmeccsen 2003. szeptember 6-án debütált egy Európa-bajnoki selejtezőn Macedónia ellen.
Részt vett a 2004-es Európa-bajnokságon, Sven-Göran Eriksson első számú védője volt Rio Ferdinand és Sol Campbell előtt. Egy Lengyelország elleni vb-selejtezőn vehette fel először a csapatkapitányi karszalagot a lecserélt Michael Owen helyett. Első gólját Anglia színeiben 2006. május 30-án, a Magyarország elleni barátságos mérkőzésen lőtte. Az angol csapat győzött 3-1-re.
Játszott a 2006-os vb-n. Trinidad és Tobago ellen a vb leglátványosabb védését mutatta be: a 44. percben Stern John fejesét vágta ki a gólvonalról. A világbajnokság után ő volt az egyedüli az angol csapatból, akit beválasztottak a torna All-Star csapatába.
2006. augusztus 10-én kinevezték az angol nemzeti tizenegy csapatkapitányának, mivel a korábbi kapitány, David Beckham lemondott erről a rangjáról. Első gólját csapatkapitányként Görögország ellen szerezte egy barátságos mérkőzésen. Ez volt a meccs első gólja, és az angol válogatott első gólja, mióta McClaren átvette a csapatot. Terry ünneplésként megcsókolta kapitányi karszalagját. A jelenlegi Chelsea keretben ő három csapatkapitány egyike. Didier Drogba Elefántcsontpart, Michael Ballack Németország kapitánya.
2007. június 1-jén Terry lett az első játékos, aki válogatott gólt rúgott az új Wembley-ben, amikor Anglia gólját szerezte Brazília ellen. Majdnem egy évvel később, 2008. május 28-án szintén gólt fejelt, az előzőhöz hasonlóan David Beckham szabadrúgását követően az Egyesült Államok ellen.
Az új szövetségi kapitány, Fabio Capello is őt választotta a háromoroszlánosok csapatkapitányának.

### Edzőként
Visszavonulását követően, 2018 októberében az Aston Villa másodedzője lett, ahol Dean Smith munkáját segítette. 2021. július 26-án távozott, miután három évet töltött a klubnál, amelyben feljutottak az élvonalba, és megszilárdították pozíciójukat. 2021 decemberében bejelentették, hogy visszatér a Chelsea-hez, és 2022 januárjától a gárda edzői tanácsadója lett.

## Statisztika

### Klubcsapatokban
| Klub                           | Szezon           | Liga             | Liga  | Liga | Kupa  | Kupa | Ligakupa | Ligakupa | Európa | Európa | Egyéb | Egyéb | Összesen | Összesen |
| Klub                           | Szezon           | Bajnokság        | Mérk. | Gól  | Mérk. | Gól  | Mérk.    | Gól      | Mérk.  | Gól    | Mérk. | Gól   | Mérk.    | Gól      |
| ------------------------------ | ---------------- | ---------------- | ----- | ---- | ----- | ---- | -------- | -------- | ------ | ------ | ----- | ----- | -------- | -------- |
| Chelsea                        | 1998–99          | Premier League   | 2     | 0    | 3     | 0    | 1        | 0        | 1      | 0      | —     | —     | 7        | 0        |
| Chelsea                        | 1999–2000        | Premier League   | 4     | 0    | 4     | 1    | 1        | 0        | 0      | 0      | —     | —     | 9        | 1        |
| Chelsea                        | 2000–01          | Premier League   | 22    | 1    | 3     | 0    | 1        | 0        | 0      | 0      | 0     | 0     | 26       | 1        |
| Chelsea                        | 2001–02          | Premier League   | 33    | 1    | 5     | 2    | 5        | 0        | 4      | 1      | —     | —     | 47       | 4        |
| Chelsea                        | 2002–03          | Premier League   | 20    | 3    | 5     | 2    | 3        | 0        | 1      | 1      | —     | —     | 29       | 6        |
| Chelsea                        | 2003–04          | Premier League   | 33    | 2    | 3     | 1    | 2        | 0        | 13     | 0      | —     | —     | 51       | 3        |
| Chelsea                        | 2004–05          | Premier League   | 36    | 3    | 1     | 1    | 5        | 0        | 11     | 4      | —     | —     | 53       | 8        |
| Chelsea                        | 2005–06          | Premier League   | 36    | 4    | 4     | 2    | 1        | 1        | 8      | 0      | 1     | 0     | 50       | 7        |
| Chelsea                        | 2006–07          | Premier League   | 28    | 1    | 4     | 0    | 2        | 0        | 10     | 0      | 1     | 0     | 45       | 1        |
| Chelsea                        | 2007–08          | Premier League   | 23    | 1    | 2     | 0    | 2        | 0        | 10     | 0      | 0     | 0     | 37       | 1        |
| Chelsea                        | 2008–09          | Premier League   | 35    | 1    | 4     | 0    | 1        | 0        | 11     | 2      | —     | —     | 51       | 3        |
| Chelsea                        | 2009–10          | Premier League   | 37    | 2    | 5     | 1    | 1        | 0        | 8      | 0      | 1     | 0     | 52       | 3        |
| Chelsea                        | 2010–11          | Premier League   | 33    | 3    | 3     | 0    | 1        | 0        | 8      | 1      | 1     | 0     | 46       | 4        |
| Chelsea                        | 2011–12          | Premier League   | 31    | 6    | 4     | 0    | 1        | 0        | 8      | 1      | —     | —     | 44       | 7        |
| Chelsea                        | 2012–13          | Premier League   | 14    | 4    | 3     | 1    | 1        | 0        | 8      | 1      | 1     | 0     | 27       | 6        |
| Chelsea                        | 2013–14          | Premier League   | 34    | 2    | 0     | 0    | 1        | 0        | 12     | 0      | —     | —     | 47       | 2        |
| Chelsea                        | 2014–15          | Premier League   | 38    | 5    | 0     | 0    | 4        | 1        | 7      | 2      | —     | —     | 49       | 8        |
| Chelsea                        | 2015–16          | Premier League   | 24    | 1    | 2     | 0    | 2        | 0        | 4      | 0      | 1     | 0     | 33       | 1        |
| Chelsea                        | 2016–17          | Premier League   | 9     | 1    | 3     | 0    | 2        | 0        | —      | —      | —     | —     | 14       | 1        |
| Chelsea                        | Összesen         | Összesen         | 492   | 41   | 58    | 11   | 37       | 2        | 124    | 13     | 6     | 0     | 717      | 67       |
| Nottingham Forest (kölcsönben) | 1999–2000        | First Division   | 6     | 0    | —     | —    | —        | —        | —      | —      | —     | —     | 6        | 0        |
| Nottingham Forest (kölcsönben) | Összesen         | Összesen         | 6     | 0    | —     | —    | —        | —        | —      | —      | —     | —     | 6        | 0        |
| Aston Villa                    | 2017–18          | Championship     | 32    | 1    | 1     | 0    | 0        | 0        | —      | —      | 3     | 0     | 36       | 1        |
| Aston Villa                    | Összesen         | Összesen         | 32    | 1    | 1     | 0    | 0        | 0        | —      | —      | 3     | 0     | 36       | 1        |
| Karrier összesen               | Karrier összesen | Karrier összesen | 530   | 42   | 59    | 11   | 37       | 2        | 124    | 13     | 9     | 0     | 759      | 68       |

### A válogatottban
| Nemzeti csapat | Év       | Mérkőzés | Gól |
| -------------- | -------- | -------- | --- |
| Anglia         | 2003     | 6        | 0   |
| Anglia         | 2004     | 9        | 0   |
| Anglia         | 2005     | 6        | 0   |
| Anglia         | 2006     | 14       | 2   |
| Anglia         | 2007     | 7        | 1   |
| Anglia         | 2008     | 6        | 2   |
| Anglia         | 2009     | 10       | 1   |
| Anglia         | 2010     | 7        | 0   |
| Anglia         | 2011     | 7        | 0   |
| Anglia         | 2012     | 6        | 0   |
| Összesen       | Összesen | 78       | 6   |

### Góljai a válogatottban
| # | Dátum               | Helyszín                | Ellenfél         | Gól | Eredmény | Kiírás               |
| - | ------------------- | ----------------------- | ---------------- | --- | -------- | -------------------- |
| 1 | 2006. május 30.     | Manchester, Anglia      | Magyarország     | 2–0 | 3–1      | Barátságos mérkőzés  |
| 2 | 2006. augusztus 16. | Manchester, Anglia      | Görögország      | 1–0 | 4–0      | Barátságos mérkőzés  |
| 3 | 2007. június 1.     | Wembley Stadion, Anglia | Brazília         | 1–0 | 1–1      | Barátságos mérkőzés  |
| 4 | 2008. május 28.     | Wembley Stadion, Anglia | Egyesült Államok | 1–0 | 2–0      | Barátságos mérkőzés  |
| 5 | 2008. november 19.  | Berlin, Németország     | Németország      | 2–1 | 2–1      | Barátságos mérkőzés  |
| 6 | 2009. április 1.    | Wembley Stadion, Anglia | Ukrajna          | 2–1 | 2–1      | 2010-es vb-selejtező |

## Sikerei, díjai
Chelsea
- Angol bajnok (5): 2004–05, 2005–06, 2009–10, 2014–15, 2016–17
- Angol kupa (5): 1999–00, 2006–07, 2008–09, 2009–10, 2011–12
- Angol ligakupa (3): 2004–05, 2006–07, 2014–15
- Angol szuperkupa (2): 2005, 2009
- UEFA-bajnokok ligája (1): 2011–12
- Európa-liga (1): 2012–13

Egyénileg
- Az év angol labdarúgója (1): 2005
- Az UEFA-bajnokok ligája legjobb védője (2): 2004–05, 2007–08
- 2006-os világbajnokság all-star csapat
- FIFPro World XI csapat (4): 2005, 2006, 2007, 2008
- UEFA Év csapata (3): 2005, 2007, 2008
- Az év Chelsea játékosa (2):2001, 2006

## Magánélete
Terry két ikergyermek apja, Georgie John és Summer Rose 2006. május 18-án született (12 nappal az angol válogatott Magyarország elleni meccse előtt). Terry a mérkőzésen szerzett góljával ünnepelte születésüket. Kedvesével, Toni Poole-lal egy Surreyi, dél-angliai kisvárosban, Oxshottban élnek. 2007. június 15-én házasodtak össze a Blenheim kastélyban. A mézesheteket a Földközi-tengeren, Abramovics egyik jachtján töltötték.
Terry bátyja, Paul szintén labdarúgó, az angol harmadosztályban, a Leyton Orient csapatában játszik.

## Külső hivatkozások
- John Terry (labdarúgó) pályafutásának statisztikái a Soccerbase oldalon (angolul)

- Profilja a Chelsea hivatalos oldalán
- Profilja a TheFA.com-on
- Profilja a BBC oldalán Archiválva 2008. január 6-i dátummal a Wayback Machine-ben
- Profilja a Football-Lineups.com-on Archiválva 2007. október 14-i dátummal a Wayback Machine-ben
- Profilja az England-expects.org-on
- John Terry Profilja a Carling.com-on
- John Terry, Chelsea képek (7) és statisztika a sporting-heroes.net-en Archiválva 2009. január 22-i dátummal a Wayback Machine-ben
- John Terry, Anglia képek (7) és statisztika a sporting-heroes.net-en Archiválva 2009. január 26-i dátummal a Wayback Machine-ben

| Előző Marcel Desailly | a Chelsea FC csapatkapitánya 2004–2017 | Következő Gary Cahill |
| Előző David Beckham   | Anglia csapatkapitánya 2006–2007       | Következő Rotáció     |